# Goodenia salina
Goodenia salina är en tvåhjärtbladig växtart som beskrevs av L.W.Sage och K.A.Sheph. Goodenia salina ingår i släktet Goodenia och familjen Goodeniaceae. Inga underarter finns listade i Catalogue of Life.